# Jürgen Kirner
Jürgen Kirner (* 1960 in Hemau) ist ein deutscher Fernsehmoderator, Volkssänger, Schauspieler, Kabarettist und Autor.

## Leben
Kirner wurde in der Oberpfalz geboren, besuchte in Riedenburg die Johann-Simon-Mayr-Realschule und machte dann eine Ausbildung zum Schauwerbegestalter, die er im Jahr 1977 abschloss.
Danach sammelte er erste Bühnenerfahrungen, unter anderem mit dem Kabarett-Lokalensemble Hemauer Rathaus-Gnauzn.
1986 zog er nach München, wo er 1988 im Wirtshaus zum Isartal die „Brettlbühne“ gründete. Seine Begeisterung für die Liedform des Couplets führte 1993 zur Gründung der Couplet-AG, eine der erfolgreichsten Musikkabarettformationen Süddeutschlands – ausgezeichnet u. a. mit dem Bayerischen Kabarettpreis, Bayerischer Dialektpreis und dem Bayerischen Poetentaler, die er federführend zusammen mit dem Komponisten Bernhard Gruber gründete. Mit der Couplet-AG gelang es ihm nicht nur, die totgesagte Tradition der Volkssänger wieder aufzugreifen und der Liedform des Couplets zu einer Renaissance zu verhelfen, sondern diese musikalisch-kulturelle Nische in absoluter Eigenständigkeit erfolgreich neu zu besetzen. Bisher sind elf CDs, drei DVDs und ein Buch erschienen. In seinen Texten und Couplets beleuchtet Jürgen Kirner das subversive Innere der bayerischen Volksseele und begleitet auf ganz eigene Art und Weise das Leben der Politprotagonisten. In Verbindung mit immer wieder neuen, aktuellen Ideen und Texten bilden seine Couplets, Szenen und Texte ein ideales Transportmittel für beißende Satire und Hinterfotzigkeiten – anknüpfend an die große Tradition der Münchner Volkssänger. Neben zahlreichen, regelmäßigen Rundfunk- und Fernsehauftritten gibt es jährlich große Tourneen und Konzerte. 2010 begründete er mit das Brunnenfest auf dem Viktualienmarkt in München, füllt seither dort auch als organisatorischer und künstlerischer Leiter die Inhalte. 2011 wurde er in die Vereinigung der Münchner Turmschreiber berufen und gehörte dort von 2012 bis 2024 dem Präsidium der süddeutschen Literatenvereinigung an. Seit 2009 ist Kirner Fastenprediger beim Fürstenfelder Salvator.
2012 übernahm Jürgen Kirner auch den Vorsitz der Münchner Vorstadthochzeit 1905 und konzeptionierte Bayerns berühmtesten Künstlerball neu. Seine dafür kreierte Glasscherbenviertelrevue und die Gesamtinszenierung der Veranstaltung wird bis heute so weitergeführt. Seit 2013 ist er auch Autor, Moderator sowie Gastgeber der erfolgreichen und beliebten BR-Sendung „BR Brettl-Spitzen“ im Bayerischen Fernsehen. Als Schauspieler war Kirner in Nebenrollen u. a. in der BR-Serie „Dahoam is dahoam“ und in Bogners „Kaiser von Schexing“ als Gemeinderat zu sehen.
Mit der Komödie/Realsatire „Bäcker braucht Frau!“ hat er 2017 sein erstes abendfüllendes Theaterstück für das Fernsehen geschrieben und zeitgleich auch produziert.
2018 präsentierte der BR das Stück mit großem Erfolg in einer von den Medien vielbeachteten Fernseh-Premiere. 2019 folgte dann sein zweites Bühnenstück für das Fernsehen:
Die Politsatire „Der Beste für die Besten!“ Regelmäßig ist Jürgen Kirner auch in der Diskussionsreihe Sonntags-Stammtisch im Bayerischen Fernsehen zu Gast.
Von 2017 bis 2019 war er im neuen Volkssängerzelt „Zur Schönheitskönigin“ auf der Oidn Wiesn in München künstlerischer und konzeptioneller Leiter.
Er moderierte auf dem Oktoberfest täglich das Programm im Zelt und sang mit den Gästen aus dem dafür aufgelegten Liederheft. Im Jahr 2022 erhielt das Zelt keine Konzession mehr.

## Ehrungen
- mehrere Auszeichnungen mit der Couplet-AG u. a.: Bayerischer Kabarettpreis 2005, Bayerischer Poetentaler 2004, Bayerischer Dialektpreis 2018
- 2016: Nordgaupreis des Oberpfälzer Kulturbundes in der Kategorie „Musik“
- 2016: „Der Schauer“ Kulturpreis
- 2019. Waldschmidt-Preis
- 2019: Bayerische Verfassungsmedaille in Silber[3][4]
- 2023: Sigi-Sommer-Taler[5]